# Mary Simonová
Mary Jeannie Mayová Simonová (nepřechýleně Mary Simon; inuktitutsky ᒥᐊᓕ ᓴᐃᒪᓐ; * 21. srpna 1947 Kangiqsualujjuaq) je kanadská státní úřednice, diplomatka a bývalá hlasatelka, která od července 2021 zastává funkci 30. generálního guvernéra Kanady. Z matčiny strany je Inuitka a stala se tak první domorodou obyvatelkou v této funkci. Za práci v oblasti Arktidy a domorodých obyvatel a za své úsilí při obhajobě práv Inuitů, mládeže a kultury si získala národní i mezinárodní uznání.
Narodila se ve Fort Severight (nynější Kangiqsualujjuaq) v Québecu. V sedmdesátých letech 20. století krátce pracovala jako produkční a hlasatelka pro CBC Northern Service, poté vstoupila do veřejné služby, působila v představenstvu Asociace Inuitů severního Québecu a hrála klíčovou roli při vyjednávání Charlottetownské dohody, v letech 1994–2004 byla první ambasadorkou Kanady pro polární záležitosti a také hlavní vyjednavačkou při vytváření Arktické rady, v letech 1999–2002 působila také jako kanadská velvyslankyně v Dánsku.

## Mládí a studia
Narodila se jako Mary Jeannie May 21. srpna 1947 ve Fort Severight (nynější Kangiqsualujjuaq) v Québecu. Její inuktitutské jméno je Ningiukudluk. Je druhá nejstarší z osmi dětí. Otec pocházel z Manitoby a byl anglického původu a matka byla Inuitka.
Vyrůstala v tradičním inuitském stylu života, včetně lovu, rybaření, šití inuitských oděvů a cestování na psím spřežení. Své matce a babičce z matčiny strany vděčí za předání inuitské ústní historie. Formální vzdělání započala ve federální denní škole ve Fort Chimo (nynější Kuujjuaq), ale poté se učila doma a školu absolvovala prostřednictvím korespondenčních kurzů.

## Profesní život
Vyučovala inuktitštinu na McGillově univerzitě. V letech 1969–1973 pracovala jako producentka a hlasatelka pro CBC Northern Service. Dráhu veřejné činitelky zahájila tím, že byla zvolena tajemnicí správní rady Sdružení Inuitů Severního Québecu (nynější Makivik Corporation). V roce 1978 byla zvolena její viceprezidentkou a později prezidentkou a tuto funkci zastávala až do roku 1985. V té době se také zapojila do činnosti kanadské národní inuitské organizace Inuit Tapiriit Kanatami a soustředila se na vyjednávání první dohody o pozemkových nárocích v Kanadě, dohody o Jamesově zálivu a Severním Quebecu. Jednalo se o dohodu mezi Inuity, provinční vládou Québecu a energetickou společností Hydro Québec. Jako prezidentka společnosti Makivik Corporation se přímo podílela na provádění této dohody spolu s ochranou a prosazováním práv Inuitů. Byla jednou z hlavních inuitských vyjednavačů během úpravy kanadské ústavy v letech 1982 až 1992, která formálně zakotvila práva domorodců, a zúčastnila se také jednání o Charlottetownské dohodě v roce 1992. Působila jako členka Nunavutské prováděcí komise a jako spoluředitelka a tajemnice Královské komise pro domorodé národy.
Zastávala různé funkce v rámci Inuitské cirkumpolární konference (ICC). Nejprve působila jako členka výkonné rady v letech 1980–1983, poté jako její prezidentka v letech 1986–1992 a následně v letech 1992–1994 jako zvláštní vyslankyně. Během tohoto období pomáhala získat souhlas ruské vlády s účastí Inuitů z poloostrova Čukotka v ICC. V roce 1986 jako předsedkyně ICC vedla delegaci kanadských, aljašských a grónských Inuitů do Moskvy a poté na Čukotku, kde se setkala s ruskými představiteli i s Inuity z dálného východu Ruska. V roce 1987 ICC úspěšně usilovala o to, aby ruská vláda umožnila ruským Inuitům účast na Valném shromáždění ICC, které se konalo v roce 1989 na Aljašce.
V letech 1994–2003 působila jako ambasadorka pro polární záležitosti. Během této doby vyjednala vytvoření rady osmi zemí, dnes známé jako Arktická rada ustavená roku 1996 Ottawskou deklarací tak, aby zahrnovala aktivní účast původních obyvatel polárních oblastí. Současně v letech 1999 až 2001 působila jako velvyslankyně Kanady v Dánsku.
Od června 2004 do června 2007 byla členkou správní rady Mezinárodního institutu pro udržitelný rozvoj. Od roku 2006 působila dvě funkční období jako prezidentka Inuit Tapiriit Kanatami. V roce 2008 přednesla v Dolní sněmovně jménem Inuitů odpověď na formální omluvu za rezidenční školy. Je zakladatelkou Nadace arktických dětí a mládeže a do roku 2014 byla předsedkyní Národního výboru pro inuitské vzdělávání.

### Generální guvernérka Kanady
Po rezignaci Julie Payette se stala díky domorodému původu a tehdejšímu politickému povědomí o usmíření s původním obyvatelstvem hlavní kandidátkou na generální guvernérku. Dne 6. července 2021 oznámil premiér Justin Trudeau, že královna Alžběta II. schválila jmenování Mary Simon 30. generální guvernérkou Kanady. Její jmenování bylo neobvyklé v tom, že ačkoli hovoří anglicky a inuktitsky, francouzštinu příliš neovládá. To vyvolalo některé stížnosti frankofonních Kanaďanů, že porušuje tradici francouzsko-anglické dvojjazyčnosti.

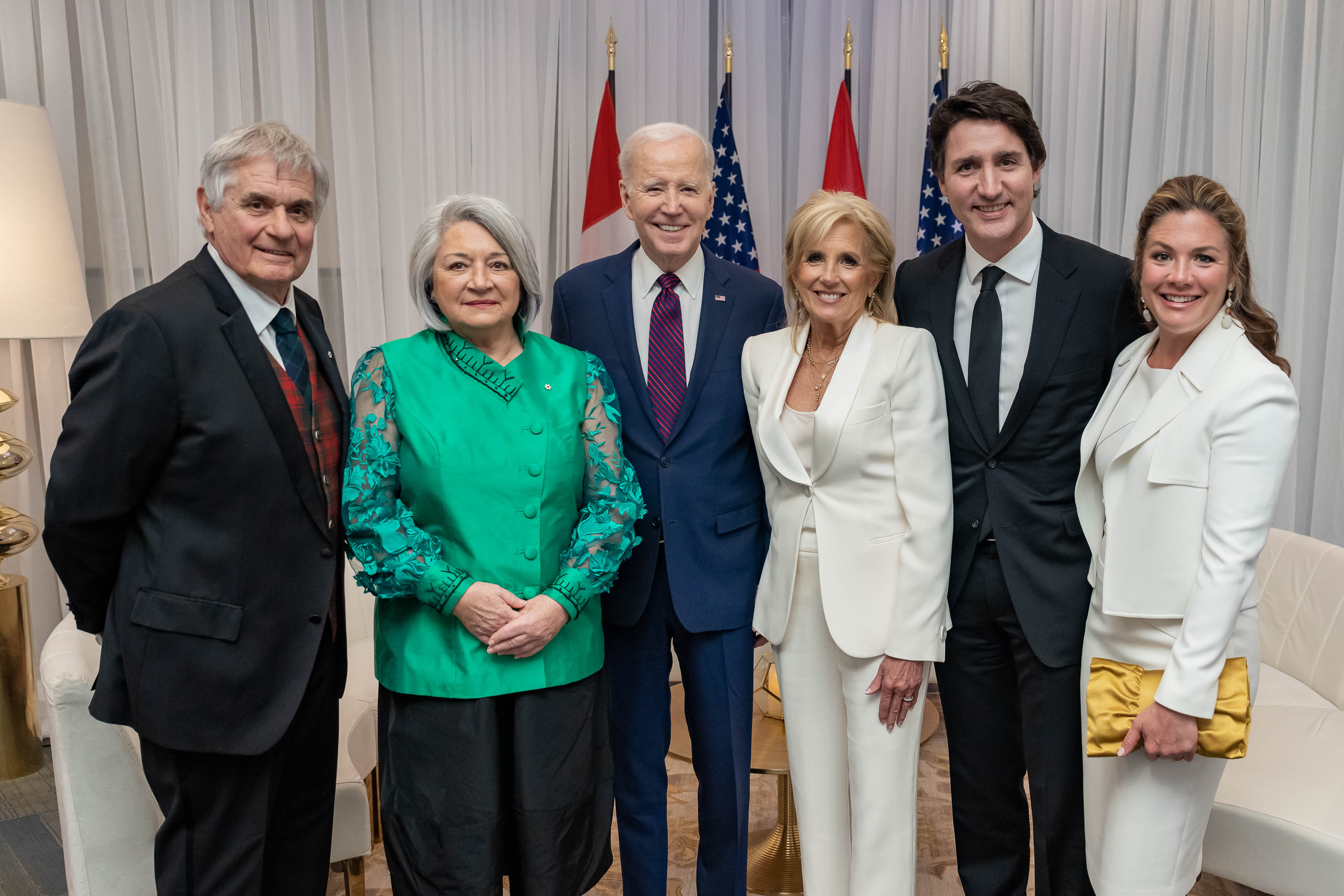
Prezident Joe Biden a první dáma Jill Biden, generální guvernérka Kanady Mary Simon s manželem Whitem Fraserem a kanadský premiér Justin Trudeau s manželkou Sophie Gregoire Trudea, muzeum letectví a kosmonautiky v Ottawě, 2023

Po nástupu do funkce byla královnou Alžbětou II. povýšena do hodnosti Companion of the Order of Canada (C.C.), Commander of the Order of Military Merit (C.M.M.) a Commander of the Order of Merit for Police Forces (C.O.M.). Do funkce byla Slavnostně uvedena 26. července 2021 v budově Senátu Kanady. Jako své priority uvedla globální oteplování, duševní zdraví a práci na smíření.
V roce 2017 jako zvláštní zástupkyně ministra předložila ministrovi pro záležitosti původních obyvatel a severu zprávu o novém modelu společného vedení Arktidy, která připravila půdu pro důležitý rozvoj politiky a programů na podporu Arktidy a jejích obyvatel.

## Osobní život
Svého prvního manžela Roberta Otise si vzala 27. března 1967 v Kuujjuaqu, později se provdala za George Simona. Třetím manželem je bývalý šéf Kanadské polární komise, novinář a spisovatel Whit Fraser. Mají spolu dva syny a dceru. Simon hovoří anglicky a inuktitsky a zavázala se, že se během svého působení ve funkci generální guvernérky naučí francouzsky.